# Olympische Winterspiele 1936/Teilnehmer (Vereinigte Staaten)
Die Vereinigten Staaten nahm an den IV. Olympischen Winterspielen 1936 in Garmisch-Partenkirchen mit einer Delegation von 55 Athleten teil, darunter waren 46 Männer und 9 Frauen. Mit dem Bobfahrer Hubert Stevens gehörte ein Olympiasieger von 1932 zum Aufgebot, er blieb aber hier als Vierter ohne Medaille. Die beiden Eishockeyspieler John Garrison und Gordon Smith gewannen nach Silber 1932 nun Bronze.

## Teilnehmer nach Sportarten

### Bob
- Ivan Brown und Alan Washbond gewannen Gold im Zweierbob.
- Gilbert Colgate und Richard Lawrence gewannen Bronze im Zweierbob.
- Hubert Stevens, Crawford Merkel, Robert Martin und John Shene belegten mit dem Viererbob den vierten Platz.
- Francis Tyler, James Bickford, Richard Lawrence und Max Bly belegten mit dem Viererbob den sechsten Platz.

### Eishockey

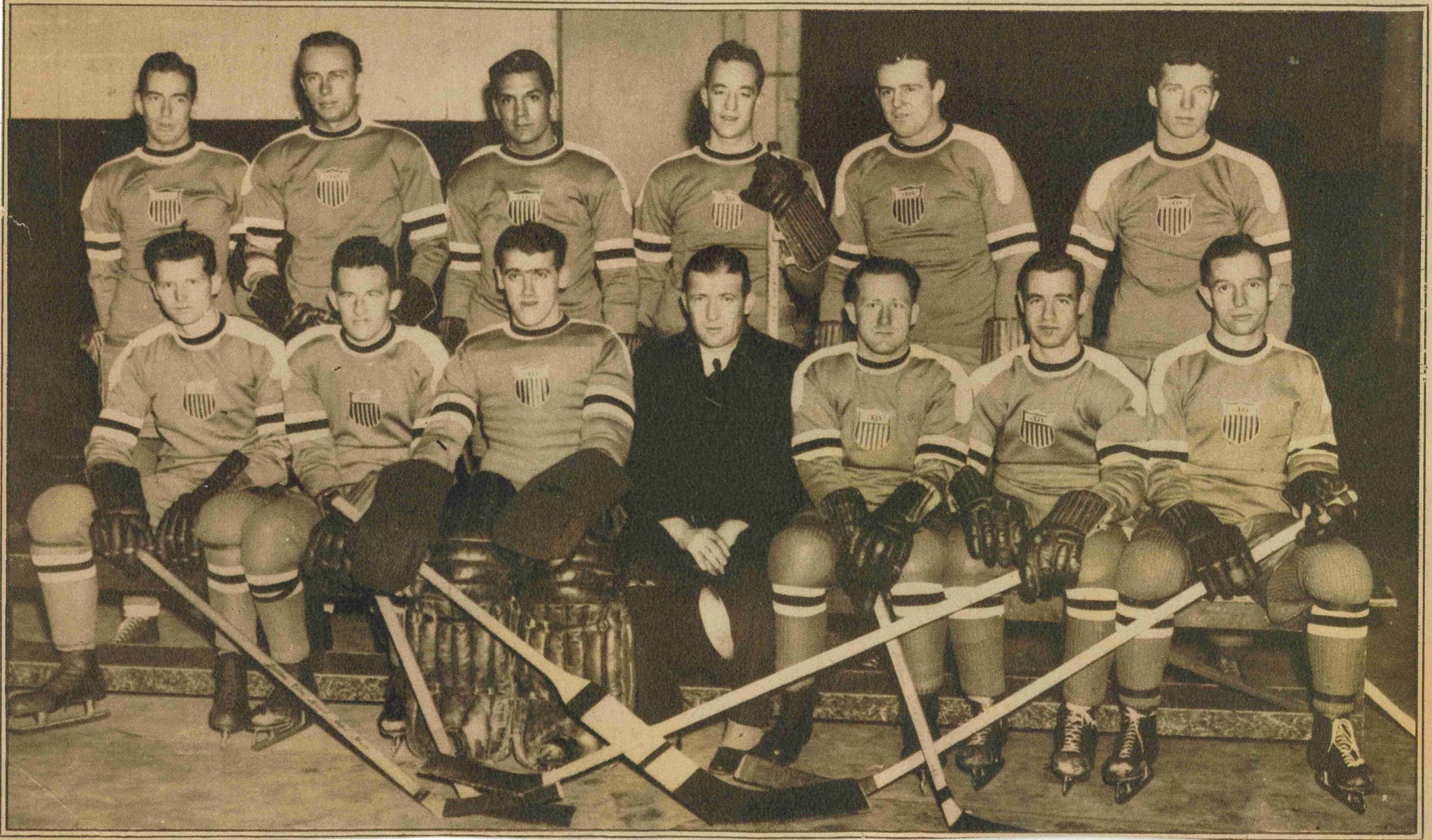
Die US-amerikanische Eishockeyolympiamannschaft 1936

Die US-amerikanische Eishockeymannschaft belegte den dritten Platz.
- John Garrison, August Kammer, Philip LaBatte, John Lax, Thomas Moon, Eldridge Ross, Paul Rowe, Francis Shaughnessy, Gordon Smith, Francis Spain, Frank Stubbs

### Eiskunstlauf
- Herren
  - Robin Lee belegte den 12. Platz.
  - Erle Reiter belegte den 13. Platz.
  - George Hill belegte den 22. Platz.
- Damen
  - Maribel Vinson belegte den 5. Platz.
  - Audrey Peppe belegte den 12. Platz.
  - Louise Weigel belegte den 21. Platz.
  - Estelle Weigel belegte den 22. Platz.
- Paarlauf
  - Maribel Vinson und George Hill belegten den 5. Platz
  - Grace Madden und James Madden belegten den 11. Platz

### Eisschnelllauf
- Leo Freisinger gewann Bronze im 500-Meter-Lauf.
- Delbert Lamb
- Robert Petersen
- Allan Potts
- Eddie Schroeder

### Ski alpin
- Herren
  - Richard Durrance
  - Robert Livermore
  - George Hugh Page
  - Albert L. Washburn
- Damen
  - Nary Elizabeth Bird
  - Helen Boughton-Leigh
  - Clarita Heath
  - Elizabeth Woolsey

### Ski Nordisch
- Langlauf
  - Nils Backstrom
  - Warren Chivers
  - Richard Parsons
  - Karl Magnus Satre
  - Berger Torrissen
- Nordische Kombination
  - Edward Blood
  - Karl Magnus Satre
  - Paul Ottar Satre
  - Berger Torrissen
- Skispringen
  - Walter Bietila
  - Sverre Fredheim
  - Roy Mikkelsen
  - Caspar Oimoen